# Salnitrera

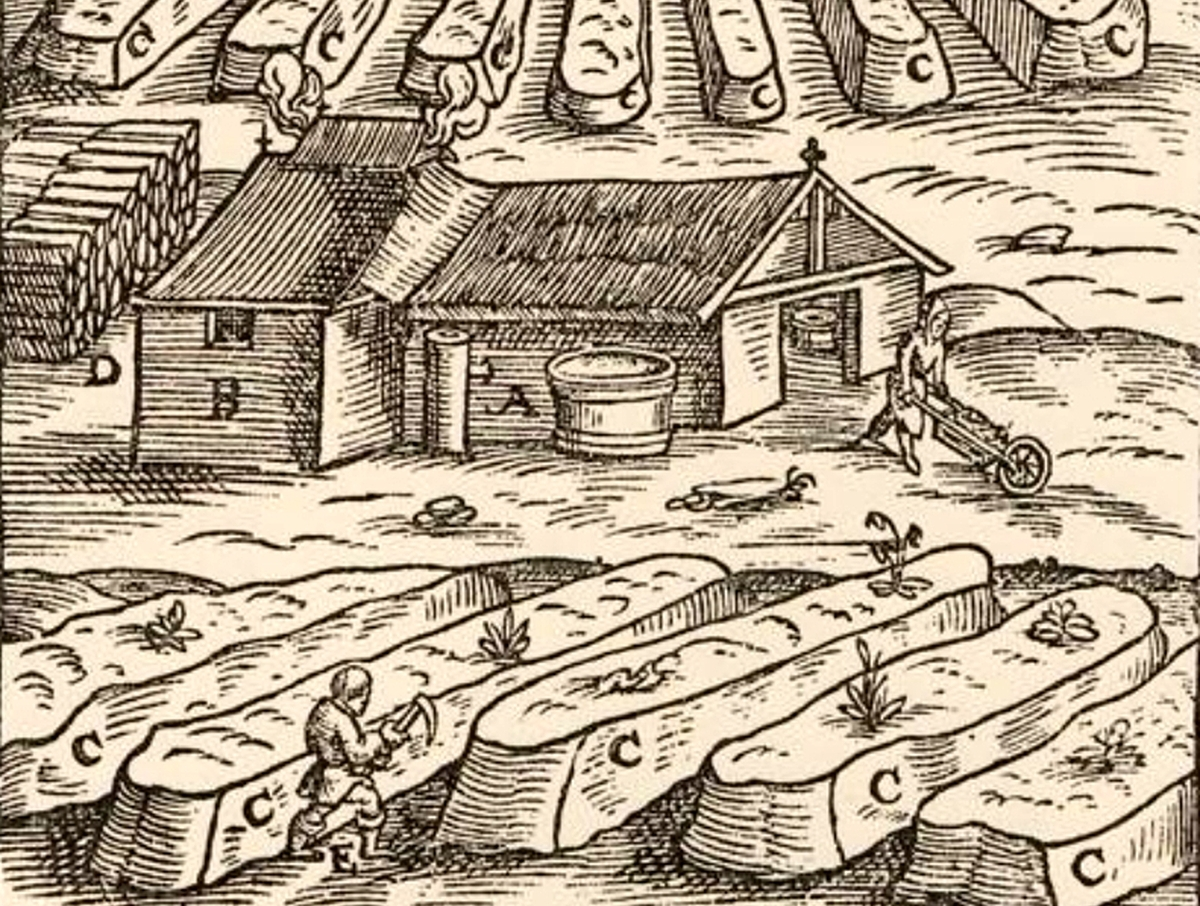
Una típica salnitrera (Alemanya, circa 1580) amb dipòsits de lixiviació (C) plens de matèries vegetals en descomposició barrejades amb excrements. Un treballador recull el nitre eflorescent dels dipòsits de lixiviació per passar-lo després a ser concentrat per ebullició a les calderes de la factoria (A).

Una salnitrera o nitrera és un lloc de producció de nitrat de potassi o salnitre utilitzat principalment per a la fabricació de la pólvora. El salnitre es produeix de manera natural a certs llocs com les coves del Salnitre (Collbató) conegudes des del Neolític –Cova del rat penat–, el guano (excrements de ratpenat) dipositat al llarg de milers d'anys es va convertir en salnitre per lixiviació mitjançant l'aigua meteòrica.

## Manufactura
El procés consistia en enterrar excrements (humans o animals) en camps preparats a les nitreres, regar-los i esperar que la lixiviació fes la seva feina, recollint al cap d'un temps el salnitre que “sortia” cap a la superfície del terra per eflorescència. Després es transportava per a ser concentrat bullint-lo a les calderes de la factoria.

## Història
A part de "Montepellusanus", al llarg del segle xiii (i següents) l'únic subministrament de salnitre de tota l'«Europa cristiana» era a Catalunya: «...i se n'ha trobat a Espanya a Aragó a una certa muntanya al costat del mar...i els mateixos hispans li diuen alumen acetum activum: saraceni apellant ipsum borax et credunt quod sit alumen». Et in Hispania invenitur versus Argoniam in quodam monte juxta mare”. et apellant ipsum hispani alumen acetum activum...
De fet el 1561, Elisabet I d'Anglaterra en entrar en guerra amb Felip II d'Espanya, es va quedar sense poder importar el salnitre (del que el Regne d'Anglaterra no en tenia producció pròpia), i va haver de pagar “300 lliures or” al capità alemany Gerrard Honrik per les “Instructions for making salpetre to growe” (el secret del “Feuerwerkbuch” -les nitreres-)